# Капела Св. Пантелејмона са чесмом девет Југовића
Капела Св. Пантелејмона са чесмом девет Југовића се налази испред порте манастира Троноше коју су по легенди саградили Југ Богдан и девет браће Југовића пред полазак у Косовски бој. Ову чесму обновио је архимандрит Методије и трговац из Лешнице Младен Исаковић 1894. године.
Последње обнављање капеле Светог Пантелејмона, из чијег темеља извире вода, извршили су епископ шабачко-ваљевски Јован и игуман манастира Троноше Антоније Ђурђевић. Капела је посвећена светом Пантелејмону. Са спољашње стране капеле, изнад извора, изграђена је слика мозаик девет Југовића са Југ-Богданом у средини, сви на коњима пред полазак у бој на Косово.